# Libero (fodbold)
 For alternative betydninger, se Libero. (Se også artikler, som begynder med Libero)
Libero, (afledt af lat: liber, der betyder fri), benyttes i fodbold om spiller, som er opbakning for to mandsopdækkende midterforsvarere og som har en friere rolle end de øvrige forsvarere og i højere grad kan deltage i fx angrebsspillet. Liberoens rolle er dels at dække området mellem målmanden og de to centerforsvarere, dels at dirigere opspillet. Når liberoen indtager sin frie rolle, bl.a. med ret til at deltage i angrebet, skal en anden spiller, typisk en defensiv midtbanespiller midlertidigt udfylde den defensive opgave.

## Historisk udvikling

### Internationalt
Brasilien vandt  VM i fodbold 1958 med udgangspunkt i en ny spillestil, baseret på 4-2-4 formationen.  Som modspil til dette system udviklede argentineren Helenio Herrera, der var træner for Internazionale i begyndelsen af 1960 –erne, et spilsystem, hvor vægten var lagt på et stærkt forsvar.  Dette system betegnes på italiensk som Catenaccio. Opstillingen var baseret på en libero, som lå bag forsvaret. Denne position blev i løbet af nogle få år betegnet som sweeper, hvorefter libero fik en ny betydning. Mens sweeperen var defineret ved sine defensive pligter, havde liberoen både defensive pligter og frihed til at styre opspillet ved at støde frem, typisk gennem midtbanen.. I fodboldlitteraturen findes dog en del kilder, som ikke skelner mellem de to positioner, sweeper og libero.
Ved VM i fodbold 1966 havde England succes med en 4-4-2 opstilling, baseret på hurtig omstilling mellem forsvar og angreb.  Mod hold, der spillede med sweeper, udnyttede englænderne bl.a. Geoff Hurst til at lægge pres på forsvaret. Et af modtrækkene mod denne udvikling blev introduceret af Bayern München, der i 1967 vandt Europacupen for pokalvindere med Franz Beckenbauer i den rolle, som herefter blev betegnet som libero – rollen. I det system, som Bayern München praktiserede, indgår en defensiv midtbanespiller som erstatning for liberoen, når denne går frem for at støtte angrebsspillet. Vesttyskland vandt VM i fodbold 1974 med en lignede stil og Beckenbauer i en tilsvarende rolle, selv om mange havde forventet, at Holland med Rinus Michels’ totalfodbold havde fundet opskriften på at stække liberoen.
Med Beckenbauer som rollemodel fik liberoen stor betydning i 1970'erne og 1980'erne. Det grundlæggende krav til spillere i denne rolle var taktisk forståelse, en udviklet boldteknik, stor præcision i afleveringerne og præcise indgreb, når hans hold var under pres.
Liberoen var en vigtig spiller på mange af de bedste fodboldhold fra slutningen af 1960’erne til slutningen af 1980’erne, hvor Brasilien fandt et modtræk og havde stor succes med at spille med tre angribere mod hold, der benyttede libero i forsvaret. Derved forhindrede man, at liberoen kunne udfylde sin frie opgave, og de fleste hold gik derfor over til at spille med fire mand på linje i forsvaret. I de senere år er spilsystemerne blevet stadig mere fleksible, og den frie mand vil ofte være en midtbanespiller, som skal udfylde hullerne, når forsvarsspillerne (ofte på skift) deltager i angrebet. Et af de få eksempler  på, at der på internationalt niveau spilles med en klassisk libero, er Chiles landshold.

### Det danske landshold
Kurt Nielsen tiltrådte som landstræner i 1976, og anvendte med succes Per Røntved som libero. Både i 1-1-kampen mod Frankrig 1. september 1976 og kampen mod Sverige den 15. juni 1977 scorede Røntved, ligesom han generelt var medvirkende til at stabilisere et forsvar, der tidligere havde været svagt under pres.  Ansættelsen af Sepp Piontek som landstræner mindskede ikke betydningen af pladsen som libero, der blev overtaget af Morten Olsen. Denne udviklede sig i løbet af 1980’erne til en af verdens bedste på positionen, hvilket bl.a. fik stor betydning for Danmarks deltagelse i slutrunderne ved Europamesterskabet i fodbold 1984 og VM i fodbold 1986. Ved Europamesterskabet i fodbold 1992 havde Morten Olsen stoppet sin karriere som aktiv, og afløseren, Lars Olsen spillede ikke libero i den klassiske betydning.
I de senere år har det danske landshold praktiseret fleksibelt presspil over hele banen, men af og til har landstræner Morten Olsen benyttet en libero.

## Berømte liberoer
| Navn              | Klub                     | Land         | Karrierestop |
| ----------------- | ------------------------ | ------------ | ------------ |
| Franz Beckenbauer | FC Bayern München        | Vesttyskland | 1983         |
| Emlyn Hughes      | Liverpool                | England      | 1979         |
| Berti Vogts       | Borussia Mönchengladbach | Vesttyskland | 1979         |
| Morten Olsen      | RSC Anderlecht           | Danmark      | 1989         |
| John Stampe       | AGF                      | Danmark      | 1991         |
| Franco Baresi     | AC Milan                 | Italien      | 1998         |
| Lothar Matthäus   | FC Bayern München        | Tyskland     | 2000         |

## Internethenvisninger
- TIME Arkiveret 3. april 2010 hos  Wayback Machine
- www.worldcupcorner.com Arkiveret 14. september 2009 hos  Wayback Machine
- Football Legends: The Defenders